# Phimenes flavopictus
Phimenes flavopictus är en stekelart som först beskrevs av Blanchard 1845.  Phimenes flavopictus ingår i släktet Phimenes och familjen Eumenidae.

## Underarter
Arten delas in i följande underarter:
- P. f. aidrytum
- P. f. andamanicum
- P. f. baweanum
- P. f. blanchardi
- P. f. continentale
- P. f. dammae
- P. f. engganense
- P. f. formosanum
- P. f. kalimantenum
- P. f. maidli
- P. f. nicobaricum
- P. f. simalurense
- P. f. telonumense
- P. f. timorense
- P. f. umbripenne